# لهوتکا (ناحیه پرروف)
لهوتکا (به چکی: Lhotka) یک منطقهٔ مسکونی در جمهوری چک است که در ناحیه پرروف واقع شده‌است. لهوتکا ۲۷۴ متر بالاتر از سطح دریا واقع شده‌است.